# ダンボー
ダンボー（DANBOARD）は、あずまきよひこの漫画作品『よつばと!』シリーズに登場する架空のロボットの名称。実際には中に人間が入る、段ボール製の着ぐるみである。

## 概要
第28話 「ダンボー」
第28話（単行本5巻に収録）「よつばとダンボー」にて、ダンボーは初登場した。
作品中に登場する小学生、綾瀬恵那と友人の早坂みうら（みうら）が、夏休みの自由課題として製作。人が入って動かせるようになっていたが、たまたまみうらが中に入っているとき、作品の主人公で幼児の小岩井よつばが、隣家である綾瀬家に上がりこみこれを発見。よつばは本物のロボットだと思い込み、小学生二人もよつばの夢を壊さないよう話を即興で合わせた為に、珍騒動が起きる。よつばを信じ込ませたまま「家に帰る」と言ってダンボーは、みうらの入った状態で綾瀬家を出ていった。
2学期になり、夏休みの自由課題として学校に提出したダンボーは、先生から「たいへんよくできました」と頭の後ろ側にスタンプが押された。その後、ダンボーの着ぐるみは分解して、みうらの部屋に保管された。
第69話 「さいかい」
後の第69話（単行本10巻に収録）では、よつばと恵那がみうら宅を訪問した時に、よつばが人の入っていない状態のダンボーを発見。「うごかない」というよつばへの言い訳で、みうらが「ダンボーは死んだ」と発言するも、よつばを悲しませないために恵那が「生きてるぴょーん」「よみがえりの儀式をします」とつなげ、再度みうらが中に入ってよつばを安心させる一幕もあった。

## 設定
上述の通り製作者の二人が、本物のロボットだと思い込んだよつばに話を合わせていったため、いろいろな設定が付け加わった。「ダンボー」という名前も、中に入ったみうらの即興の命名である。
- 人間のみかたである
- コンピューターだからたたいちゃだめ
- 本気で戦ったら超強い。ミサイルを持ち、上は洪水、下は大火事になる
- 海の向こうの遠い国からきた
- 頭の横にあるスイッチを押すと目が光る
- 空を飛べる。ジャンボジェットと競争しても勝つ
- ノーベル賞を取った博士に作られた
- お金が動力。遊園地などにある、100円を入れると動く乗り物と同じ原理
- 世界最強の段ボール

## 実際の性能
- 小学生がちょうど入って動かせる大きさ。
- 頭部右横にスイッチがあり、入れると目が光る（下がON）。
- 幼児のパンチでも壊れる危険がある。
- 中はかなり暑い。
- 頭部が最大の大きさで、胴体、足、腕などはすべて空いた頭部の中に収納できるように作られている（作者公式サイトより）。

## 他の作品への登場
- 2011年、タイ王国の公共放送局Thai PBSの番組にマスコットキャラクターとして出演。
- 2012年、映画『JAWS/ジョーズ』のブルーレイ版発売CMに出演[1]。
- 2013年、ストップモーション映像作品を手掛けるdwarfによる劇場用映像作品「Le Danboard（ル・ダンボー）」が公開[2]。

## コラボレーション
- 2014年8月に、オンラインゲーム『ファンタシースターオンライン2』の2周年記念イベント「ファンタシースター感謝祭2014」決勝会場の限定来場者特典として「ダンボースーツ」（コスチューム）がゲーム内アイテムで登場[3]。
- 2015年9月に東京スカイツリータウンで写真展が行われた[4]。
- 2015年11月より、ダンボーデザインのTカードが発行開始[5]。
- 2016年2月25日より、零戦52型Verダンボーが発売された。[6]
- 2016年11月より、鉄道模型のTOMIXとコラボしたダンボーの頭がNゲージサイズのコンテナとなった「コンテナダンボーガチャコレクション」がカプセルトイとして発売された。頭部は本体から取り外すことでNゲージのコンテナ車（一部の車両を除く）に積載が可能[7][8][9]。
- 2020年6月19日より、タリーズコーヒーとのコラボレーションバージョンが発売される。[10]

## にゃんぼー!

### 特徴
- 頭部には猫耳、お尻には尻尾、胸のコイン投入口が鈴に変わっている。
- 人間で言えば手乗りサイズである。
- 宇宙人であるため目が光る。
- ネコと同じような仕草（例として動く物に反応する、ネコじゃらしにつられる、つめとぎをする、昼間眠くなる等）をする。
- ジェットで空を飛べる。

### フィギュア
- 2015年12月に千値練より発売のダンボーに猫風のアレンジを加えたフィギュアシリーズ「ニャンボー figure collection」。
- 2016 - 2017年にKOTOBUKIYAより、ニャンボーnyano、ニャンボー[ミニ]、完全変形ニャンボーが発売。
- タイトーからは2016 - 2017年にクレーンゲーム用プライズ景品として、目が光る貯金箱、ゆらゆらしっぽソーラーフィギュア、ぬいぐるみ等が発売。

### 公式PV
2021年2月、原作漫画の15巻発売記念と銘打ち、youtubeで『よつばと！』PV - 第28話「よつばとダンボー」が期間を限定し公開された。作品を一コマずつ表示し、BGMをつけた形式での作品紹介。

### テレビアニメ
『にゃんぼー!』のタイトルで、2016年9月27日から2017年3月28日までNHK Eテレの「ミニアニメ」コーナー枠で毎週火曜日に放送された実写合成CGアニメ。ナレーションは満島真之介。
ED映像には『よつばと!』の主人公の小岩井よつばが登場している。なお、よつばが描いた絵（トラとコトラの絵、トラとUFOの絵）は不定期によって異なっている。

#### 登場キャラクター

##### 主要にゃんぼー
トラ
声 - 朴璐美
本作の主人公。トラ縞ネコ風のニャンボー。自分達の星に戻るためUFOのカケラを集め修理している。普段からゴーグルを身につけている。
コトラ
声 - 釘宮理恵
無邪気なトラの妹。他のニャンボーにくらべて小さい。
シロ
声 - 堀江由衣
シロネコ風のニャンボー。おしゃれな女の子で、トラの事が大好きで公言もしているが相手にしてもらえていない。
クロ
声 - 三瓶由布子
黒ネコ風のニャンボー。口数が少ないが頼りになる。ネコを手懐ける特技を持つ。
枯れた花を再生させたり、更にもう1人のクロが忠告するシーンなどがあるが、その詳細は不明。不思議な力でコトラや仲間のピンチを救うこともある。
ミケ
声 - 竹内順子
ミケネコ縞風のニャンボー。猪突猛進で、考える前に行動してよくドジを踏む。

##### その他のにゃんぼー達
サバトラ
声 - 諏訪彩花
アイドルを夢見る自称にゃんぼーエンジェルズの一人。ギターを修理してもらった際にかけられた言葉からトラに好意を抱いており、よくトラにアプローチをしている。シロにとっては恋のライバルであるため、シロとはあまり仲が良くない。
キジトラ
声 - 三澤紗千香
アイドルを夢見る自称にゃんぼーエンジェルズの一人。眼鏡が外れると恥ずかしくなって訛りながら暴れる。
ハチワレ
声 - 波多野和俊
ワイルドブラックを名乗るグループのリーダー。クロに惚れており、ことあるごとにアタックしている。
シロクロ
声 - 山口キヨヒロ
ワイルドブラックのメンバー。牛の様な模様。
クツシタ
声 - 亀山雄慈
ワイルドブラックのメンバー。手足が靴下の様な模様。
アルファ
声 - 松田健一郎
シルバーメタリックなボディのメカニャンボー。腕がシャベル状のシルバーアームに変形し、フル武装のハイパーモード「メカニャンボー・グレートアルファ」へ変形も可能。巨大UFOビッグオメガを建造中だが猫に邪魔されている。
イプシロン、ゼータ、イータ、シータ
声 - 波多野和俊（イプシロン）、山口キヨヒロ（ゼータ）、亀山雄慈（イータ）、松田健一郎（シータ）
アルファの子分のメカニャンボー達。戦車に変形が可能。それぞれ「ε（イプシロン）」「ζ（ゼータ）」「η（イータ）」「θ（シータ）」のマークが付けられている。
アルファには忠実だが5時になると仕事中でも帰ってしまう。アルファからは個別名で呼ばれず、劣悪な労働環境と給与体系には不満を持っている。
パワードニャンボー
イプシロン達以外にも二十数体のメカニャンボーがおり、全員が合体することでパワードニャンボーとなる。更にアルファがコントロールモードに変形して頭部に合体する予定だったが、コトラに邪魔されて合体できなかった。
ビッグオメガ
アルファがUFOの欠片を集め（ただし、大半はトラの隠れ家にあった未完成のトラのUFOを略奪した後、それを組み込むことで）完成させた猫箱型宇宙船モードをはじめ後述の様々なモードを持った変形能力を持つ巨大メカニャンボー。フルバーストモードに変形することで高速飛行が可能。更にバトルモードに変形することで攻撃形態となる。しかしアルファの子分に招き入れられたコトラが図らずも自爆スイッチを押してしまったことによって組み込まれたトラのUFOもろとも爆散してしまった。

#### スタッフ
- 原案 - よつばスタジオ
- シリーズ構成 - 杵庭想
- 監督・脚本・演出 - 岩本晶
- アニメーションプロデューサー - たなか尚美
- 絵コンテ - 新井陽平
- CGディレクター - 吉田裕行
- メカニックデザイン - 柳瀬敬之
- 背景撮影 - 細山正幸
- セット・小道具 - 元内義則　佐々木利佳
- キャラクターデザイン - 高橋麻実　助川勇太
- プロデューサーアシスタント - 渡辺理恵
- 音響監督 - 清水勝則
- 音楽 - 大橋トリオ
- オープニング・エンディング演出 - 八木竜一
- アニメーション制作 - 白組
- 制作・著作 - NANBO FP（白組、NHKエンタープライズ、クランチロールSCファンド、よつばスタジオ、ビリビリ、フリュー、アスミック・エース、KADOKAWA、ムービック、アイモバイル、クロックワークス）

#### 主題歌
オープニングテーマ「宇宙からやってきたにゃんぼー」
作詞 - micca / 作曲・歌 - 大橋トリオ

#### 各話リスト
| 話数 | サブタイトル           | 放送日         |
| ---- | ---------------------- | -------------- |
| 1話  | ほしからきたネコ       | 2016年 9月27日 |
| 2話  | キラキラがすき         | 10月4日        |
| 3話  | がんばりやミケ         | 10月11日       |
| 4話  | かわいくなりたい！     | 10月18日       |
| 5話  | トラとコトラ           | 10月25日       |
| 6話  | くろいにゃんぼー       | 11月1日        |
| 7話  | ともだちどうし         | 11月8日        |
| 8話  | にゃんぼーのひみつ     | 11月15日       |
| 9話  | もしかしてライバル？   | 11月22日       |
| 10話 | ぐるぐるをさがして     | 11月29日       |
| 11話 | さいこうのなかま       | 12月6日        |
| 12話 | しょうぶはサッカー？！ | 12月13日       |
| 13話 | パーティーしようぜ     | 12月20日       |
| 14話 | なやみがない           | 12月27日       |
| 15話 | きょうふのマイク       | 2017年 1月10日 |
| 16話 | クロのいちにち         | 1月17日        |
| 17話 | みんなでアイドル       | 1月24日        |
| 18話 | メカ！メカ！メカ！     | 1月31日        |
| 19話 | にいちゃんキライ       | 2月7日         |
| 20話 | じかんよとまれ         | 2月14日        |
| 21話 | がっこうにいきたい     | 2月21日        |
| 22話 | よるのピクニック       | 2月28日        |
| 23話 | これがビッグオメガだ！ | 3月7日         |
| 24話 | どうぶつえんじけん     | 3月14日        |
| 25話 | ひらめいたトラ         | 3月21日        |
| 26話 | ほしへゆくネコ         | 3月28日        |

2017年4月7日（金）～第1話より再放送。

## フィギュア写真
ダンボーフィギュアは、スナップ風景写真との相性が優れており、インターネット上ではダンボー写真が人気を集めている。故にダンボー写真展のイベントが開催されるほどである。写真家アリエル・ネーデルの「ダンボーの365日」が特に有名である。

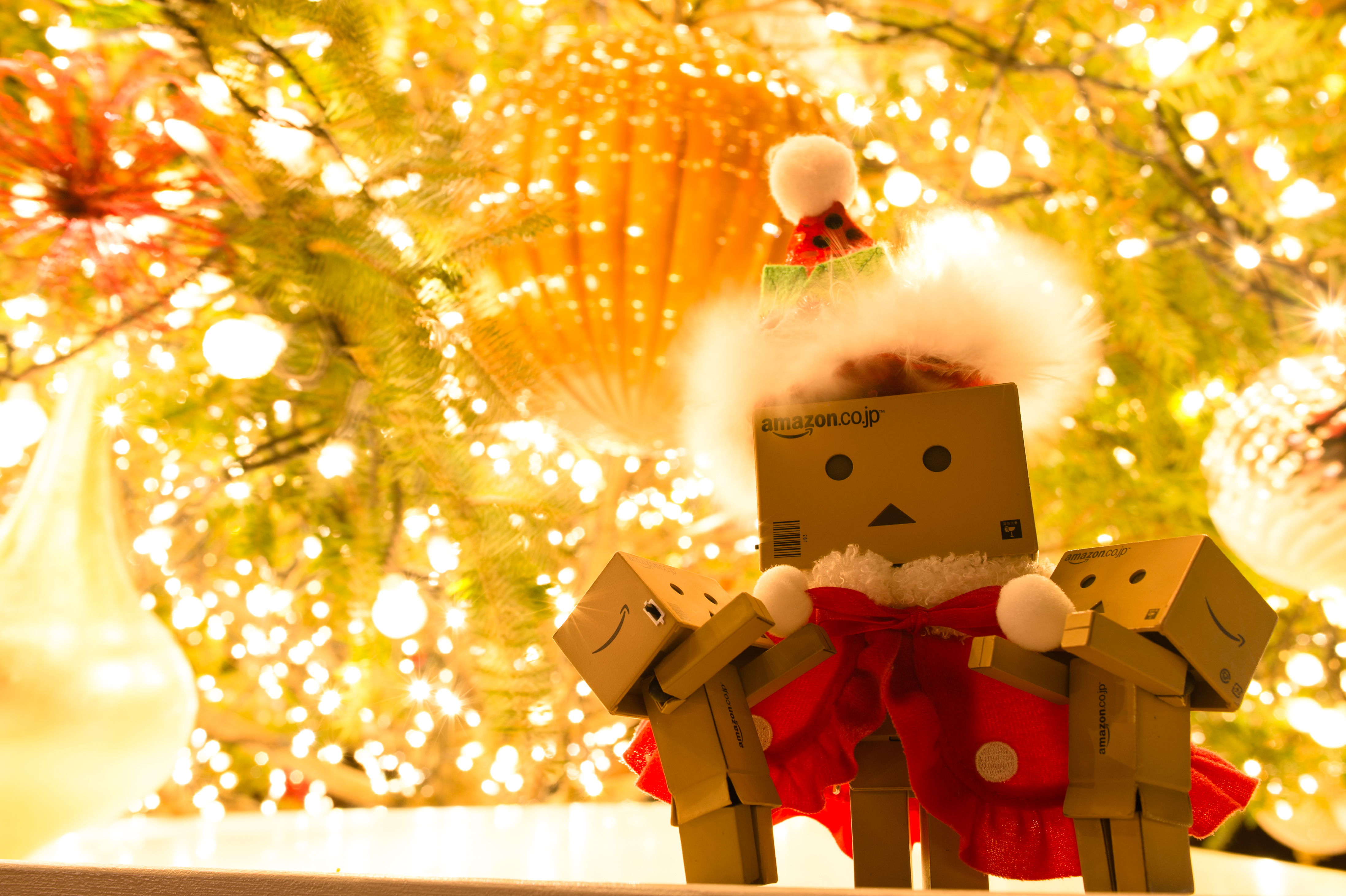
サンタダンボー（日本）
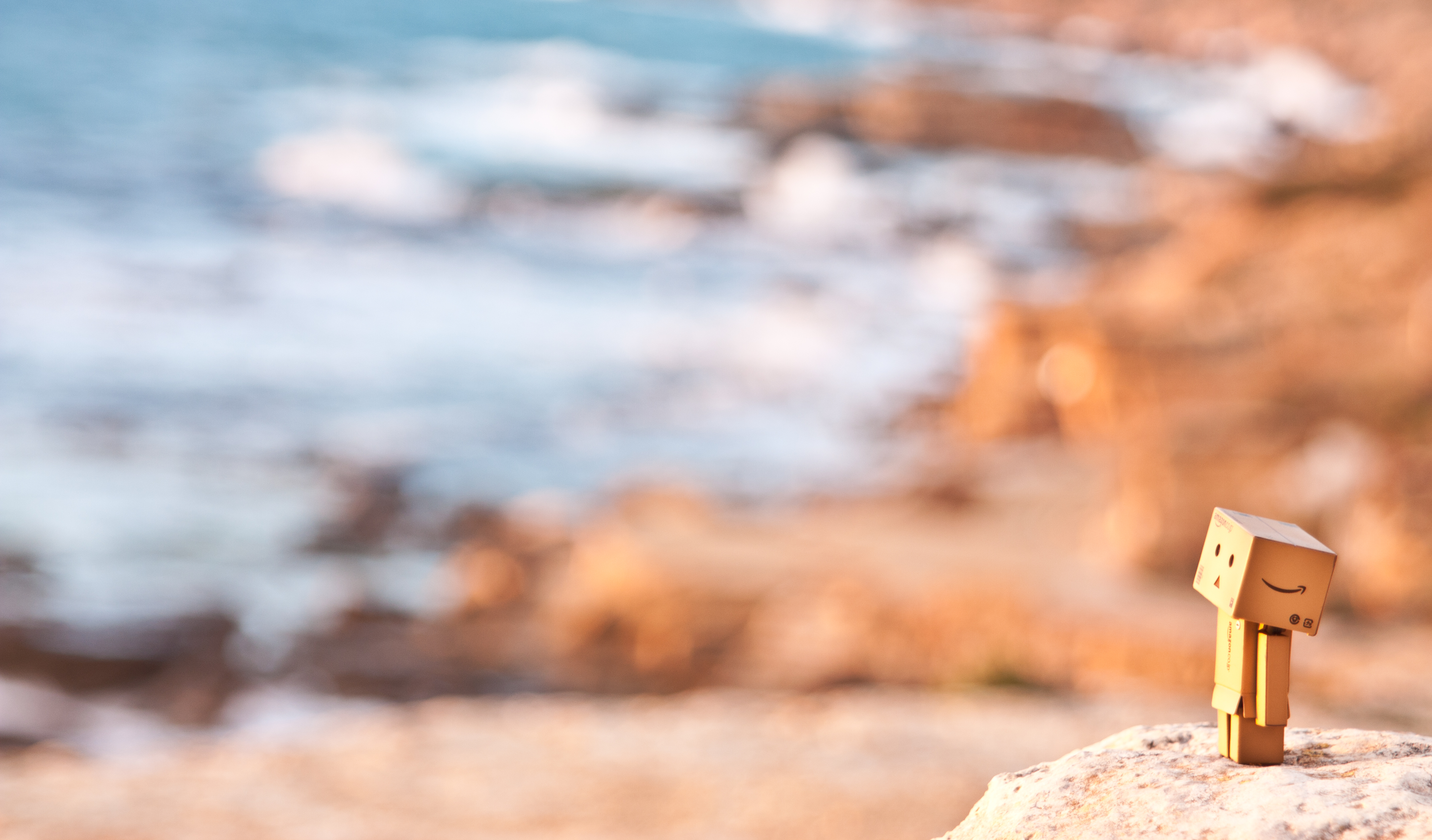
マヨルカ島の日没 （スペイン）
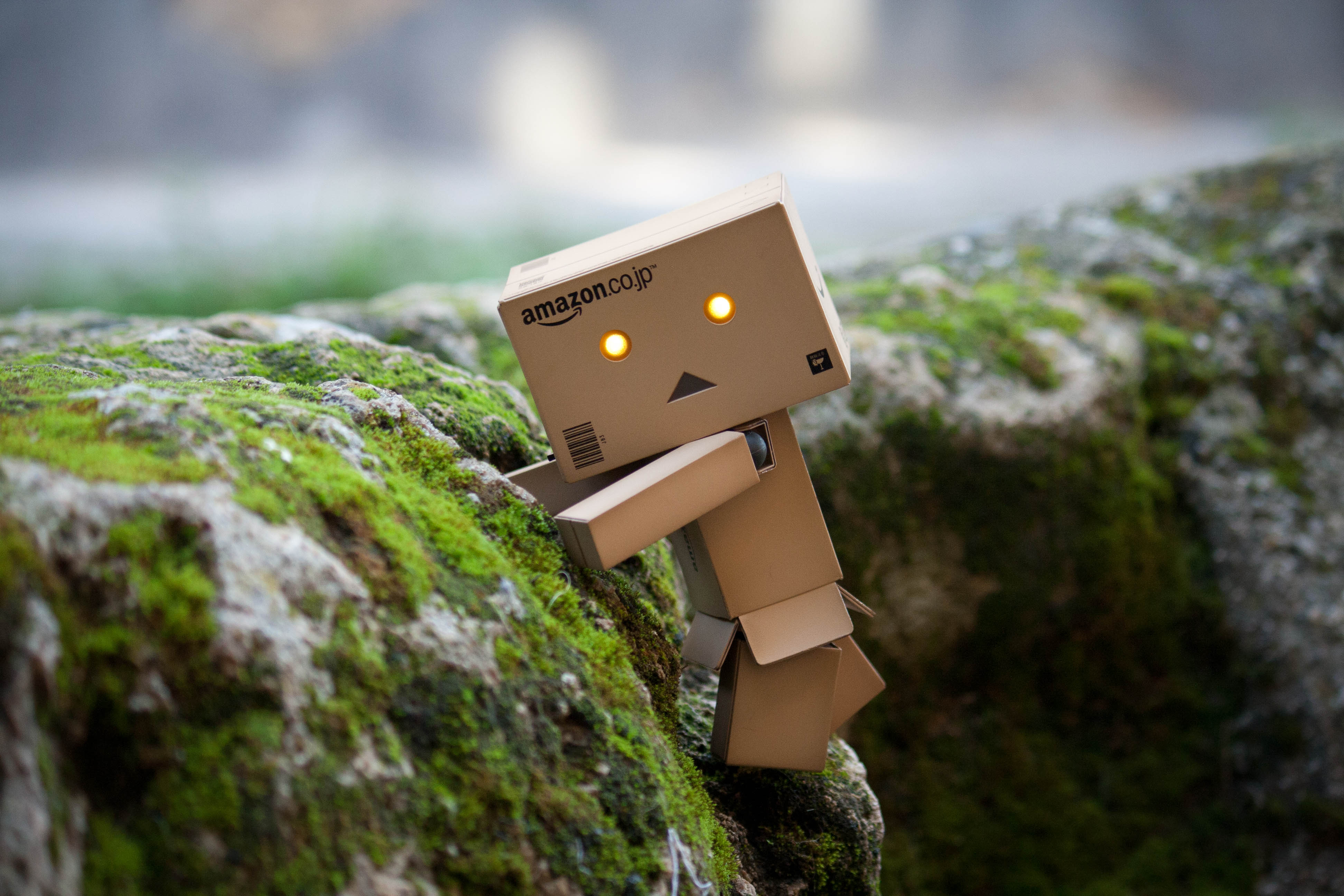
クライミングダンボー
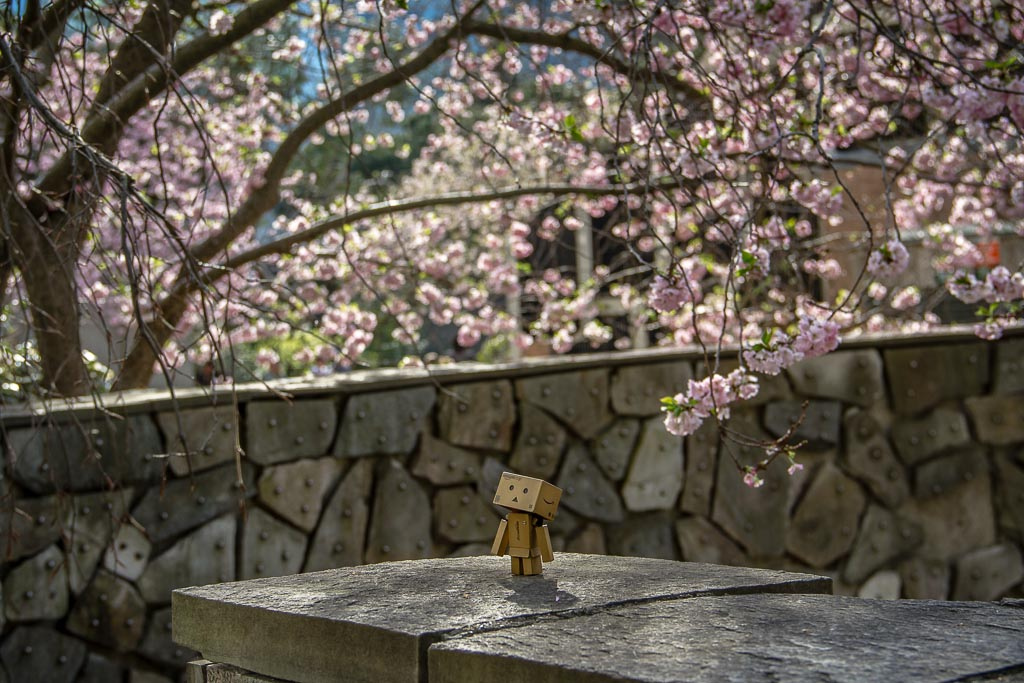
桜とダンボー（パリ）
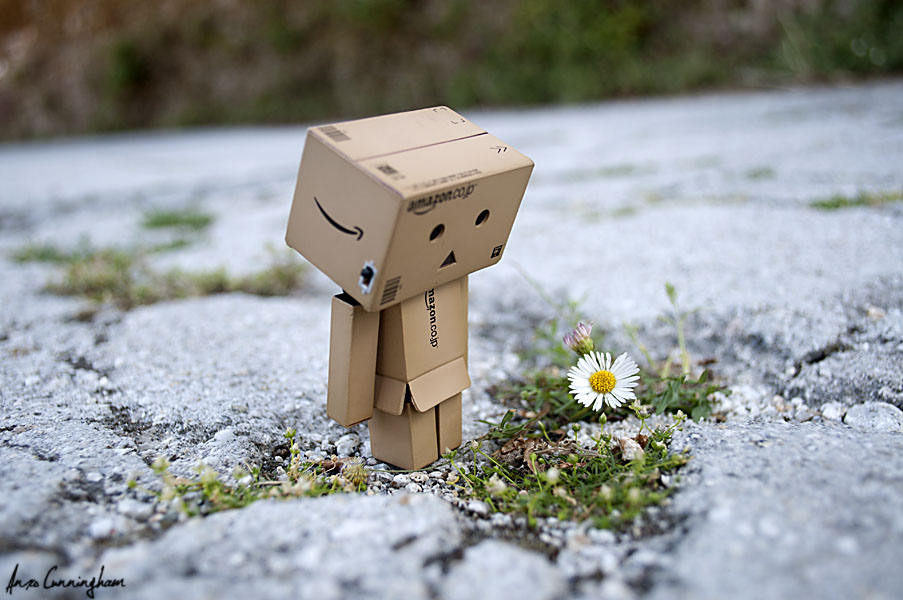
ダンボーは花が好きです。
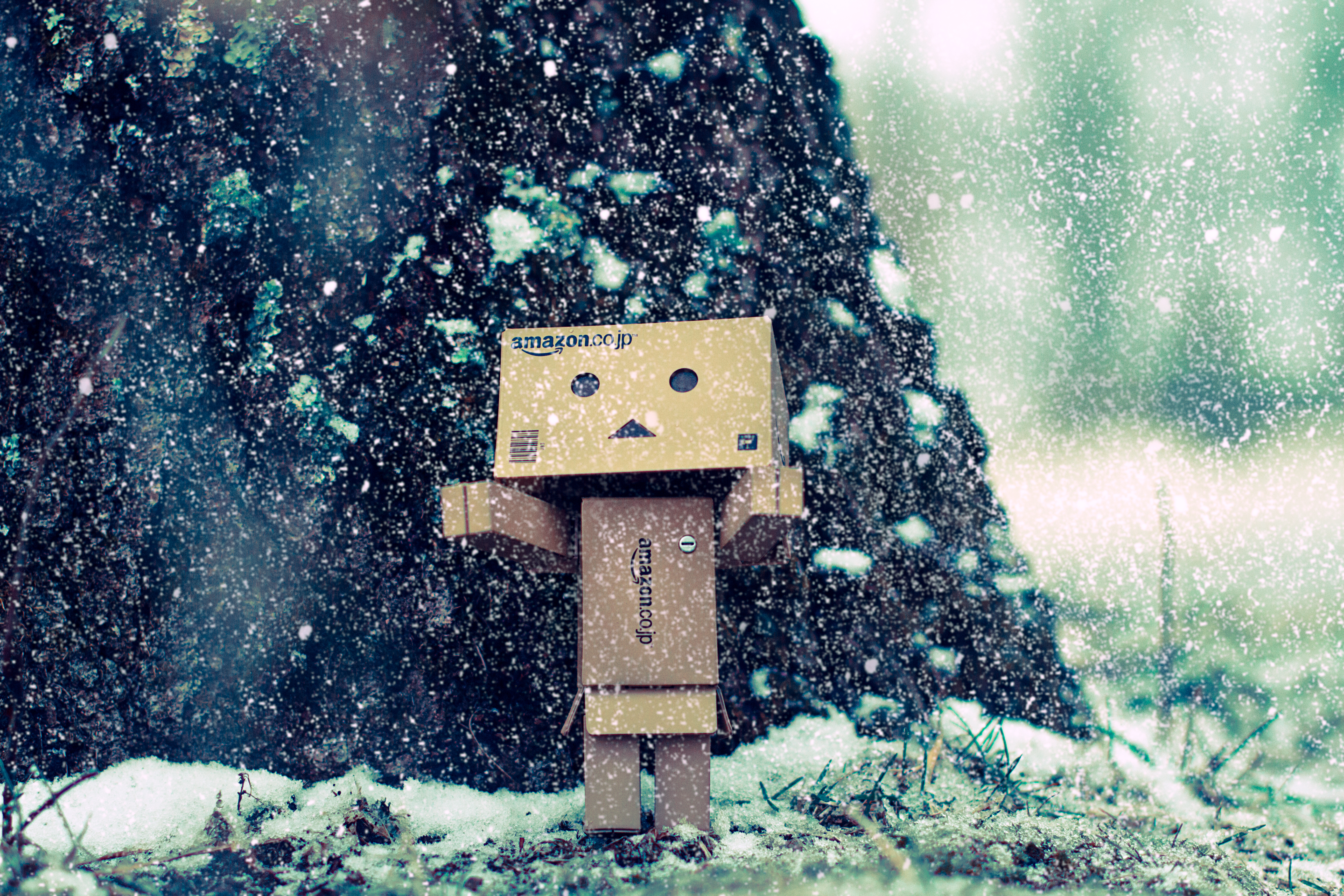
雪の中のダンボー